# Erdgas Münster
Die Erdgas Münster GmbH ist eine deutsche Ferngasgesellschaft mit Sitz in Münster. Das Unternehmen sammelt Erdgas von den Bohrlöchern in den norddeutschen Erdgasfeldern ab, bereitet es verkaufsgerecht auf und stellt es dem Markt zur Verfügung. Fast 50 Prozent der deutschen inländischen Gasproduktion werden über das Unternehmen vermarktet.

## Unternehmensportrait
Im Jahr 1959 entschlossen sich die damaligen deutschen Förderunternehmen zur Vermarktung des seinerzeit neuen Energieträgers Erdgas. Dazu gründeten sie das Unternehmen unter dem Namen Erdgas-Verkaufs-Gesellschaft mbH.
Zur Sammlung des Erdgases wird ein ca. 1.500 Kilometer langes Leitungsnetz betrieben, das direkt an die norddeutschen Erdgasfelder anschließt. Dazu gehören Misch- und Verteilerstationen sowie eine Verdichterstation. Über die Leitzentrale in Münster wird das Gas, das je nach Lagerstätte ganz unterschiedliche Brennwerte hat, in den Rohren so zusammengeführt, dass die gewünschte Zusammensetzung und Güte zustande kommt. Das Erdgas wird in Eigenregie oder auf Rechnung für die beteiligten Produzenten verkauft.
Gesellschafter der Erdgas Münster sind die Erdgasproduzenten BEB, Neptune Energy, ExxonMobil, Vermilion und Wintershall Dea.

## Tochterunternehmen Nowega
Im Februar 2012 wurde der ehemalige Unternehmensbestandteil Erdgas Münster Transport GmbH & Co KG in die 100-%-Tochter Nowega GmbH mit Sitz in Münster überführt. Damit wurde diese gemäß dem Energiewirtschaftsgesetz als Unabhängiger Transportnetzbetreiber (UTB) aufgestellt. Für die Entflechtung aller geforderten Bereiche gemäß den gesetzlichen Vorgaben erhielt die Nowega im November 2012 die Zertifizierung durch die Bundesnetzagentur. Das Unternehmen betreibt und vermarktet als Fernleitungsnetzbetreiber rund 700 Kilometer Gashochdruckleitungen und erzielte mit 15 Mitarbeitern 2012 einen Umsatz von EUR 33 Mio. Das Leitungsnetz erstreckt sich von der niederländischen Grenze quer durch Niedersachsen und Teile Nordrhein-Westfalens bis in das Wendland.